# Бубікон
Бубікон (нім. Bubikon) — громада  в Швейцарії в кантоні Цюрих, округ Гінвіль.

## Географія
Громада розташована на відстані близько 110 км на схід від Берна, 25 км на південний схід від Цюриха.
Бубікон має площу 11,6 км², з яких на 21% дозволяється будівництво (житлове та будівництво доріг), 60,3% використовуються в сільськогосподарських цілях, 12,6% зайнято лісами, 6,1% не є продуктивними (річки, льодовики або гори).

## Демографія
2019 року в громаді мешкало 7344 особи (+11,5% порівняно з 2010 роком), іноземців було 11,4%. Густота населення становила 633 осіб/км².
За віковим діапазоном населення розподілялося таким чином: 22,1% — особи молодші 20 років, 58,4% — особи у віці 20—64 років, 19,5% — особи у віці 65 років та старші. Було 3014 помешкань (у середньому 2,4 особи в помешканні).
Із загальної кількості 3617 працюючих 97 було зайнятих в первинному секторі, 1629 — в обробній промисловості, 1891 — в галузі послуг.